# Atuntaqui
Atuntaqui, también conocida como Santa Marta de Atuntaqui, es una ciudad ecuatoriana; cabecera cantonal del Cantón Antonio Ante, así como la tercera urbe más grande y poblada de la Provincia de Imbabura. Se localiza al norte de la Región interandina del Ecuador, en la hoya del río Chota, a una altitud de 2405 m s. n. m. y con un clima andino de 16 °C en promedio.
Es llamada "Capital de la Moda" por su importante producción textil. En el censo de 2022 tenía una población de 25.115 habitantes, lo que la convierte en la quincuagésima octava ciudad más poblada del país. Forma parte del área metropolitana de Ibarra, pues su actividad económica, social y comercial está fuertemente ligada a Ibarra, siendo "ciudad dormitorio" para miles de personas que se trasladan a Ibarra por vía terrestre. El conglomerado alberga a más de 280.000 habitantes.
Sus orígenes datan del siglo XVI. En la madrugada del 16 de agosto de 1868, un terremoto provocado por una falla geológica devastó la ciudad y la provincia, Atuntaqui quedó prácticamente destruida. En la actualidad, es uno de los principales núcleos urbanos de la provincia. Es uno de los más importantes centros administrativos, económicos, financieros y comerciales de Imbabura. Las actividades económicas  principales de la ciudad son: la industria textil, el comercio y la agricultura.

## Toponimia
Según el padre Juan de Velasco, se compone de dos palabras hatun, (grande) y taqui, (tambor), es decir: 'gran tambor'; Jacinto Jijón y Caamaño lo identifica como 'tierra rica en verdad'; González Suárez rechaza esta acepción y la traduce como 'granero grande'. Otros lo llaman 'lugar de la posada' o 'pueblo cerrado fuertemente'. 

## Historia
El 16 de agosto de 1868 fue parcialmente destruida por un terremoto que provocó miles de muertos y damnificados, tras su reconstrucción así como en su posterior desarrollo tuvieron especial importancia la fábrica de tejidos —que instaló una planta hidroeléctrica en las orillas del río Ambi— y la llegada del ferrocarril a la población de Andrade Marín, ubicada a 5 km al este de Atuntaqui, es destacada por su industria textil y su artesanía.
La Fábrica Imbabura denominada “La industria Algodonera”, es el inicio de la historia textil del cantón Antonio Ante. Se encuentra ubicada en la parroquia urbana de Andrade Marín, a 4 kilómetros al este de esta ciudad.

### Importancia de la Fábrica Textil Imbabura
Para Miguel Ángel Posso Yépez en su obra Fábrica textil Imbabura ¡La Historia!, dice: Desde aproximadamente 1855 hasta antes de la instalación de la Fábrica Textil Imbabura en el año de 1924, los habitantes de Atuntaqui no solo se dedicaban al oficio de arrieros, había actividades productivas tal vez de igual importancia que la mencionada, tal es el caso de la agricultura; es más, tomando en cuenta la fertilidad de los suelos de este sector, la llanura de Atuntaqui se ganó el sobrenombre de granero del norte, por su producción de maíz, trigo, cebada, arveja, habas y otros productos como las patatas y ocas, fue abundante y de calidad, permitiendo dar trabajo directo e indirecto a muchas familias del sector. Otra actividad económica importante desarrollada en el periodo antes mencionado fue la fabricación de cantidades de sombreros de paja y costales de fibra de cabuya, comercializados y transportados por los arrieros a todo el país y a las ciudades de Pasto y Popayán en la vecina República de Colombia.
Patrimonio Cultural Industrial del Ecuador. Su antiquísima maquinaria inglesa y alemana, así como su imponente e histórica edificación que data de los años 20 y por lo impresionante de sus instalaciones que albergaba y daba empleo a más de 1000 trabajadores, hacen de esta factoría uno de los principales recursos del cantón.
Con el esfuerzo de todos los moradores, al mando de don Julio Miguel Aguinaga, se inicia una titánica labor y este pueblo agrícola por excelencia se convierte en el centro industrial más grande de la provincia, gracias a “La Industria Algodonera” que contribuyó en forma decisiva al desarrollo socioeconómico de este pueblo. Dos hechos grandiosos son los que contribuyeron para el éxito de la cantonización: la instalación de la Fábrica Textil Imbabura y la llegada del Ferrocarril, lo que dio una verdadera transformación a la población del Caserío Lourdes que de pronto se convirtió en parroquia rural (Andrade Marín) del cantón Ibarra; y después, transformando también a la futura ciudad (Atuntaqui) mediante mingas que competían entre todos los barrios. El progreso de los pueblos depende de los factores económicos, con la implementación de la Fábrica Imbabura se abrió el camino para la cantonización de Atuntaqui que hasta esa fecha era parroquia rural de Ibarra y es así que el 12 de febrero de 1938 se emite el decreto de cantonización por el General Alberto Enríquez Gallo.

## Geografía
El clima es cálido semiseco y su vegetación está formada principalmente por pinos, eucaliptos, espinos y cipreses.
La temperatura promedio es de 17 °C, con brisas y vientos constantes provenientes de los Andes. Se trata de un clima de tipo mediterráneo, muy similar al de la cercana Ibarra, pues las lluvias son escasas y las sequías resultan frecuentes. El año se compone de tres etapas climáticas: la época más lluviosa empieza en octubre y finaliza en febrero, mientras que la más seca se inicia en junio y termina en septiembre. Es común que soplen muchos vientos, principalmente durante los meses de agosto, septiembre y octubre.

## Economía
Atuntaqui es la capital textil y de la moda en Ecuador, ya que cientos de fábricas y tiendas se hallan en la zona comercial de la ciudad, en la cual tienen representación casi todas las marcas nacionales de prestigio.
El nivel de vida de los habitantes de Atuntaqui se considera alto[cita requerida].

## Política

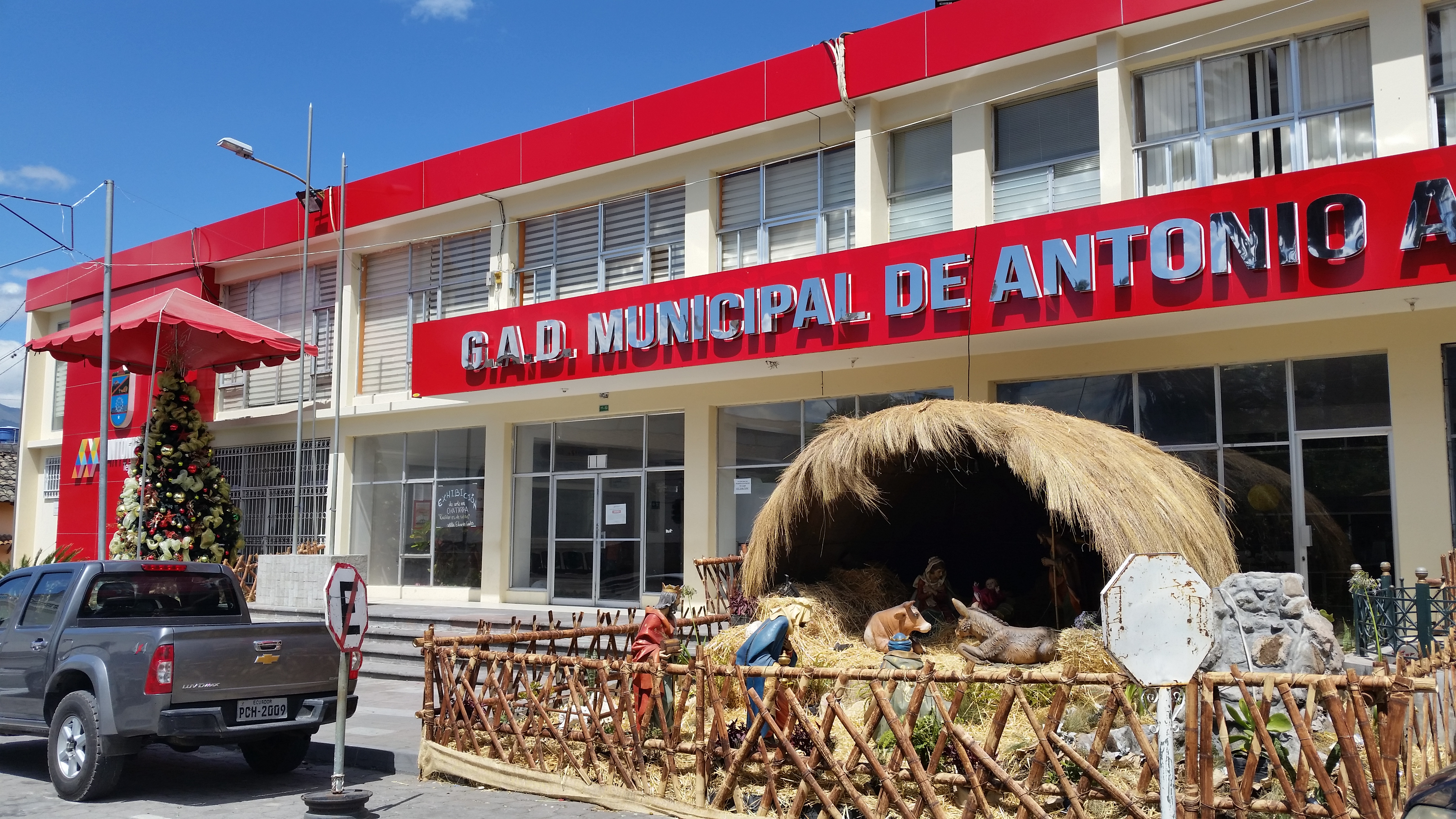
Gobierno Autónomo Descentralizado Municipal de Antonio Ante.

Territorialmente, la ciudad de Atuntaqui está organizada en 2 parroquias urbanas, mientras que existen cuatro parroquias rurales con las que complementa el aérea total del Cantón Antonio Ante. El término "parroquia" es usado en el Ecuador para referirse a territorios dentro de la división administrativa municipal.
La ciudad de Atuntaqui y el cantón Antonio Ante, al igual que las demás localidades ecuatorianas, se rige por una municipalidad según lo previsto en la Constitución de la República. El Gobierno Autónomo Descentralizado Municipal de Antonio Ante, es una entidad de gobierno seccional que administra el cantón de forma autónoma al gobierno central. La municipalidad está organizada por la separación de poderes de carácter ejecutivo representado por el alcalde, y otro de carácter legislativo conformado por los miembros del concejo cantonal.
La Municipalidad de Antonio Ante, se rige principalmente sobre la base de lo estipulado en los artículos 253 y 264 de la Constitución Política de la República y en la Ley de Régimen Municipal en sus artículos 1 y 16, que establece la autonomía funcional, económica y administrativa de la Entidad.

### Alcaldía
El poder ejecutivo de la ciudad es desempeñado por un ciudadano con título de Alcalde del Cantón Antonio Ante, el cual es elegido por sufragio directo en una sola vuelta electoral, sin fórmulas o binomios en las elecciones municipales. El vicealcalde no es elegido de la misma manera, ya que una vez instalado el Concejo Cantonal se elegirá entre los ediles un encargado para aquel cargo. El alcalde y el vicealcalde duran cuatro años en sus funciones, y en el caso del alcalde, tiene la opción de reelección inmediata o sucesiva. El alcalde es el máximo representante de la municipalidad y tiene voto dirimente en el concejo cantonal, mientras que el vicealcalde realiza las funciones del alcalde de modo suplente mientras no pueda ejercer sus funciones el alcalde titular.
El alcalde cuenta con su propio gabinete de administración municipal mediante múltiples direcciones de nivel de asesoría, de apoyo y operativo. Los encargados de aquellas direcciones municipales son designados por el propio alcalde. Actualmente, el alcalde de Antonio Ante es César Escobar, elegido para el periodo 2023 - 2027.

### Concejo cantonal
El poder legislativo de la ciudad es ejercido por el Concejo Cantonal de Antonio Ante el cual es un pequeño parlamento unicameral que se constituye al igual que en los demás cantones mediante la disposición del artículo 253 de la Constitución Política Nacional. De acuerdo a lo establecido en la ley, la cantidad de miembros del concejo representa proporcionalmente a la población del cantón.
Antonio Ante posee cinco concejales, los cuales son elegidos mediante sufragio (Sistema D'Hondt) y duran en sus funciones cuatro años pudiendo ser reelegidos indefinidamente. El alcalde y el vicealcalde presiden el concejo en sus sesiones. Al recién instalarse el concejo cantonal por primera vez los miembros eligen de entre ellos un designado para el cargo de vicealcalde de la ciudad.

### División Política
La ciudad se divide en cinco barrios:
- Atuntaqui
  - Barrio San Luis
  - Barrio San José
  - Barrio Santo Domingo
  - Barrio San Ignacio
  - Barrio Central

## Turismo

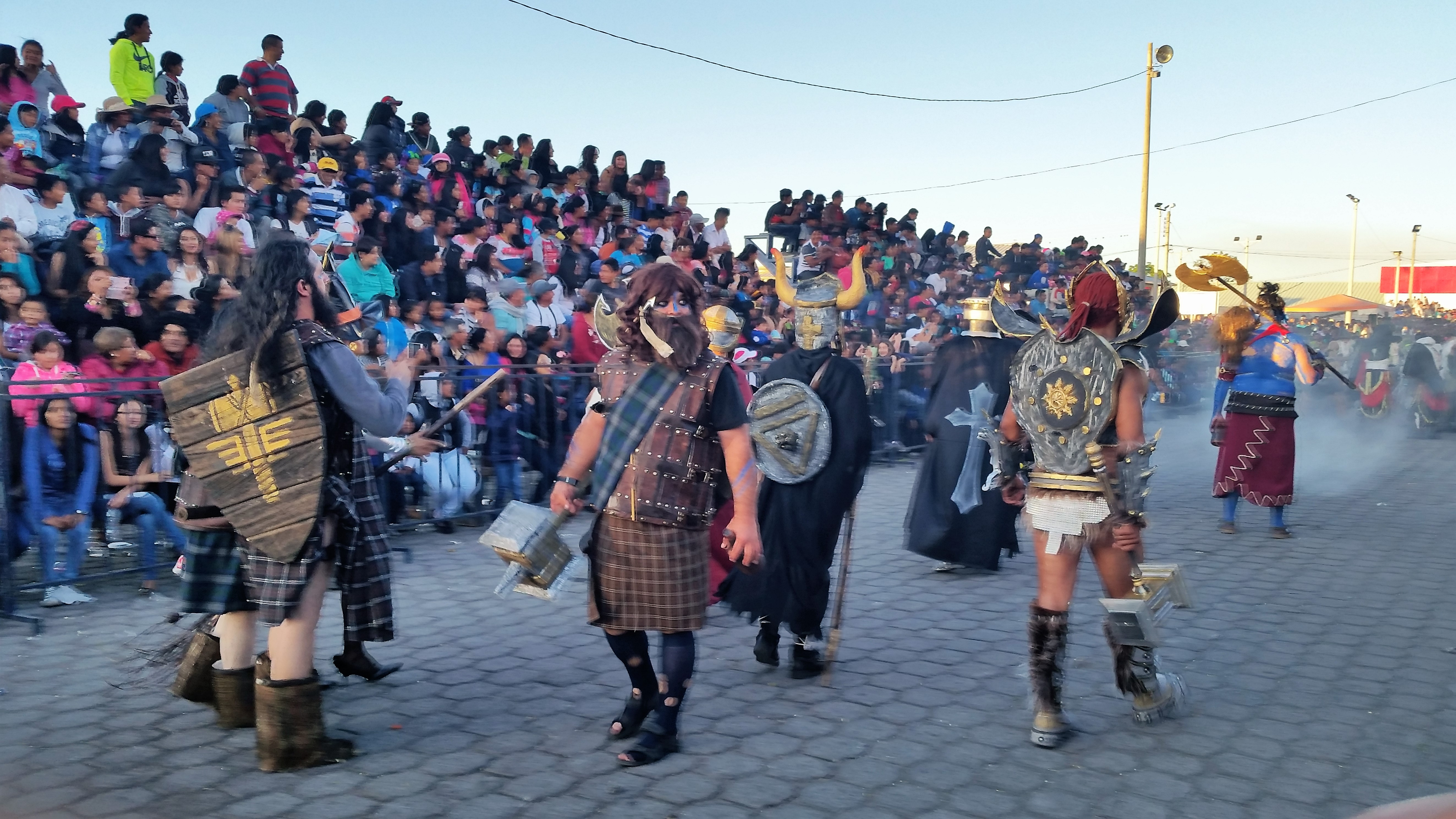
Desfile de año viejo por las calles de la ciudad.

A través de los años, Atuntaqui ha incrementado notablemente su oferta turística; actualmente, el índice turístico creció gracias a la campaña turística emprendida por el Gobierno Nacional, "All you need is Ecuador". El turismo de la ciudad se enfoca en su historia colonial, su pasado español, y sus riquezas paisajísticas, la cercanía a otros núcleos turísticos como Otavalo, Cotacachi, Quito, Cayambe e Ibarra. Su agradable clima mediterráneo, muy templado, soleado en verano y campiñesco en invierno son los sellos atrayentes de la urbe andina. Atuntaqui posee un gran potencial turístico, ofreciéndole en sus aspectos: Textil, artesanal, gastronómico y cultural.
- Ex - Fábrica Textil Imbabura: Patrimonio cultural del Ecuador. Su antiquísima maquinaria inglesa y alemana, así como su imponente e histórica edificación que data de los años 20 y por lo impresionante de sus instalaciones que albergaba y daba empleo a más de 1000 trabajadores, hacen de esta factoría uno de los principales recursos del cantón.

Expoferia: Inició en el año 2001, se requería la participación de los sectores textil, artesanal, agropecuario y gastronómico. Para la misma participaron 85 expositores en el Instituto Superior “Alberto Enríquez Gallo”, para ese momento la feria fue visitada por 20 mil asistentes y el evento duro tres días. Gracias a todos los resultados obtenidos, se logra nuevamente la organización de la Expoferia Atuntaqui 2002. Con toda la experiencia adquirida de la feria anterior se alcanza la participación de 150 expositores y la presencia esta vez de 40 mil asistentes. Así año tras año se mantiene la realización y la acogida de la misma. Las ferias han permitido identificar con claridad que, Antonio Ante tiene mucha potencialidad, la cual se desarrolla cada vez más con el pasar del tiempo. Es así que Antonio Ante, es considerado y convertido como el centro industrial de la moda en el norte del país.

## Transporte
El transporte público es el principal medio transporte de los habitantes de la ciudad, tiene un servicio de bus público interparroquial e intercantonal para el transporte a localidades cercanas. Gran parte de las calles de la ciudad están asfaltadas o adoquinadas, aunque algunas están desgastadas y el resto de calles son lastradas, principalmente en los barrios nuevos que se expanden en la periferia de la urbe.

#### Avenidas importantes
- Panamericana
- General Enríquez
- Amazonas
- Julio Miguel Aguinaga
- San Vicente
- Salinas
- Luis Leoro Franco

## Educación
La ciudad cuenta con buena infraestructura para la educación, tanto pública como privada. La educación pública en la ciudad, al igual que en el resto del país, es gratuita desde la educación preescolar hasta la universidad (tercer nivel) de acuerdo a lo estipulado en el artículo 348 y ratificado en los artículos 356 y 357 de la Constitución de Ecuador de 2008. Varios de los centros educativos de la ciudad cuentan con un gran prestigio. La ciudad está parte del régimen Sierra por lo que los años escolares inician los primeros días de septiembre y terminan después de 200 días de clases en el mes de julio.

## Economía

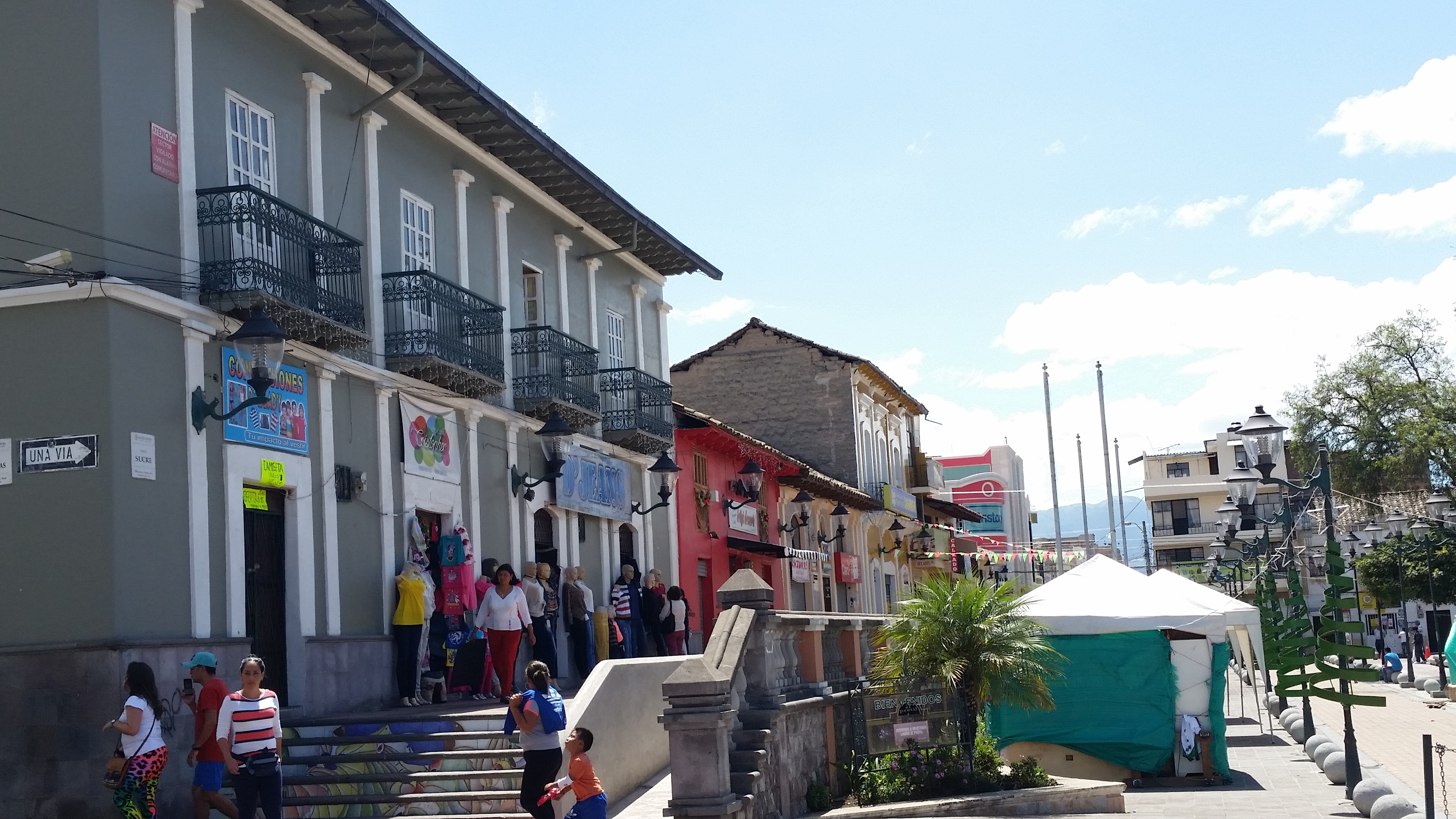
Parque Central Antonio José de Sucre.

El 16 de agosto de 1868 fue parcialmente destruida por un fuerte terremoto que causó miles de muertos y damnificados. Tras su reconstrucción, así como en su posterior desarrollo, tuvieron especial importancia la fábrica de tejidos —que instaló una planta hidroeléctrica en las orillas del río Ambi— y la llegada del ferrocarril a la población de Andrade Marín, ubicada a 2.5 km al este de Atuntaqui.
Desde el año 2000, es destacada por su industria textil y su artesanía. Aquí se desarrolla año tras año la "Expo Atuntaqui", en el feriado de carnaval, fecha en la cual la ciudad acoge a un gran número de visitantes (140 000 visitantes en la edición 2009), realizan compras de ropa, alimentos, artesanías, entre otros.
La actividad comercial y los beneficios que brindan se ven también a nivel corporativo, las oportunidades del sector privado al desarrollar modelos de negocios que generen valor económico, ambiental y social, están reflejadas en el desarrollo de nuevas estructuras, la inversión privada ha formado parte en el proceso del crecimiento de la ciudad, los proyectos inmobiliarios, urbanizaciones privadas, y oficinas, han ido en aumento, convirtiendo a la ciudad en un punto estratégico y atractivo para hacer negocios en la provincia.

## Medios de comunicación
La ciudad posee una red de comunicación en continuo desarrollo y modernización. En la ciudad se dispone de varios medios de comunicación como prensa escrita, radio, televisión, telefonía, Internet y mensajería postal. En algunas comunidades rurales existen telefonía e Internet satelitales.
- Telefonía: Si bien la telefonía fija se mantiene aún con un crecimiento periódico, esta ha sido desplazada muy notablemente por la telefonía celular, tanto por la enorme cobertura que ofrece y la fácil accesibilidad. Existen 3 operadoras de telefonía fija, CNT (pública), TVCABLE y Claro (privadas) y cuatro operadoras de telefonía celular, Movistar, Claro y Tuenti (privadas) y CNT (pública).

- Radio: En la localidad existe una gran cantidad de sistemas radiales de transmisión nacional y local, e incluso de provincias y cantones vecinos.

- Medios televisivos: La mayoría de canales son nacionales, aunque se ha incluido canales locales recientemente. El apagón analógico se estableció para el 31 de diciembre de 2023.[10]

## Deporte
La Liga Deportiva Cantonal de Antonio Ante es el organismo rector del deporte en todo el Cantón Antonio Ante y por ende en la urbe se ejerce su autoridad de control. El deporte más popular en la ciudad, al igual que en todo el país, es el fútbol, siendo el deporte con mayor convocatoria. El Club Deportivo Leones del Norte, es el único equipo anteño activo en la Asociación de Fútbol Profesional de Imbabura, que participará en el Campeonato de Serie B del país en 2024. Al ser una localidad pequeña en la época de las fundaciones de los grandes equipos del país, Atuntaqui carece de un equipo simbólico de la ciudad. 
El principal recinto deportivo para la práctica del fútbol es el Estadio Olímpico Jaime Terán. Fue inaugurado en 1980, y es usado mayoritariamente para la práctica del fútbol, pues allí juega como local el Club Deportivo Leones del Norte; tiene capacidad para 10 000 espectadores. El estadio es sede de distintos eventos deportivos a nivel local, así como es escenario para varios eventos de tipo cultural, especialmente conciertos musicales (que también se realizan en el Coliseo de la Liga Cantonal de Antonio Ante de Atuntaqui).